# MC3R
MC3R (англ. Melanocortin 3 receptor) – білок, який кодується однойменним геном, розташованим у людей на короткому плечі 20-ї хромосоми. Довжина поліпептидного ланцюга білка становить 323 амінокислот, а молекулярна маса — 36 043.
| 10         |  | 20         |  | 30         |  | 40         |  | 50         |
| ---------- |  | ---------- |  | ---------- |  | ---------- |  | ---------- |
| MNASCCLPSV |  | QPTLPNGSEH |  | LQAPFFSNQS |  | SSAFCEQVFI |  | KPEVFLSLGI |
| VSLLENILVI |  | LAVVRNGNLH |  | SPMYFFLCSL |  | AVADMLVSVS |  | NALETIMIAI |
| VHSDYLTFED |  | QFIQHMDNIF |  | DSMICISLVA |  | SICNLLAIAV |  | DRYVTIFYAL |
| RYHSIMTVRK |  | ALTLIVAIWV |  | CCGVCGVVFI |  | VYSESKMVIV |  | CLITMFFAMM |
| LLMGTLYVHM |  | FLFARLHVKR |  | IAALPPADGV |  | APQQHSCMKG |  | AVTITILLGV |
| FIFCWAPFFL |  | HLVLIITCPT |  | NPYCICYTAH |  | FNTYLVLIMC |  | NSVIDPLIYA |
| FRSLELRNTF |  | REILCGCNGM |  | NLG        |  |            |  |            |

A: Аланін

C: Цистеїн

D: Аспарагінова кислота

E: Глутамінова кислота

F: Фенілаланін

G: Гліцин

H: Гістидин

I: Ізолейцин

K: Лізин

L: Лейцин

M: Метіонін

N: Аспарагін

P: Пролін

Q: Глутамін

R: Аргінін

S: Серин

T: Треонін

V: Валін

W: Триптофан

Кодований геном білок за функціями належить до рецепторів, g-білокспряжених рецепторів, білків внутрішньоклітинного сигналінгу. 
Задіяний у такому біологічному процесі, як біологічні ритми. 
Локалізований у клітинній мембрані, мембрані.